# Фетхи-паша (парк)
Парк Фетхи́-паша́ (Запове́дник Фетхи́-паша́, Ро́ща Фетхи́-паша́) (тур. Fethipaşa Korusu) — большой городской парк в Стамбуле. Расположен на склоне холма, который идет к проливу Босфор в районе острова Пашалиманы. Территориально парк расположен в азиатской части Стамбула, в районе Ускюдара. Название парк получил в честь турецкого губернатора, посла и министра Ахмеда Фетхи-паши. В начале XXI века, после долгих лет запустения, парк был отреставрирован и открыт для посещения. Со склонов парка открывается красивый вид на Босфор и европейскую часть Стамбула.